# Rio Jacuí (vattendrag i Brasilien, São Paulo)
Rio Jacuí är ett vattendrag i Brasilien.   Det ligger i delstaten São Paulo, i den sydöstra delen av landet, 900 km söder om huvudstaden Brasília.
Omgivningen kring Rio Jacuí är huvudsakligen savann. Området är glesbefolkat, med 17 invånare per kvadratkilometer.